# Plasa Lăpuș, județul Someș

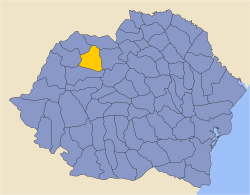
Judeţul Someş interbelic în cadrul României Mari.

Plasa Lăpuș a fost o subdiviziune administrativă în cadrul județului Someș. Localitatea reședință de plasă era Târgu Lăpuș. Odată cu desființarea județelor în 1950 au fost desființate și plășile ca unități administrative.

## Organizare
Plasa Lăpuș cuprindea 32 de comune, dintre care cele cu peste 1.000 de locuitori se numărau: Băiuț (1.065), Groși (1.803), Lăpuș (3.016), Libotin (1.176), Rogoz (1.055), Rohia (1.060), Suciu de Sus (1.894), Suciu de Jos (1.272), Târgu Lăpuș (2.378), Ungureni (1.577).

## Demografie
Conform datelor recensământului din 1930, plasa Lăpuș avea 28.337 de locuitori, dintre care 84,3% români, 9,7% unguri, 4,3% evrei, 1,3% țigani, 0,2% germani ș.a. Sub aspect confesional populația era alcătuită din 44,0% greco-catolici, 41,1% ortodocși, 5,7% romano-catolici, 4,8% reformați, 4,3% mozaici ș.a.